# Plan głodowy
„Plan głodowy” (niem. Hungerplan, także Backe-Plan) – potoczna nazwa nadana przez historyków niemieckim planom ekonomicznej eksploatacji okupowanych terytoriów ZSRR.
Opracowane wiosną 1941 roku „Polityczno-gospodarcze wytyczne dla organizacji na Wschodzie” przewidywały, iż na zdobytych przez Wehrmacht terytoriach ZSRR konfiskowane będą wszystkie „nadwyżki” żywności, a uzyskane w ten sposób artykuły spożywcze zostaną przekazane walczącym na froncie wschodnim oddziałom lub cywilnej ludności III Rzeszy. Niemieccy przywódcy świadomie założyli, że na skutek realizacji tego planu umrze z głodu blisko 30 milionów obywateli ZSRR.

## Założenia planu

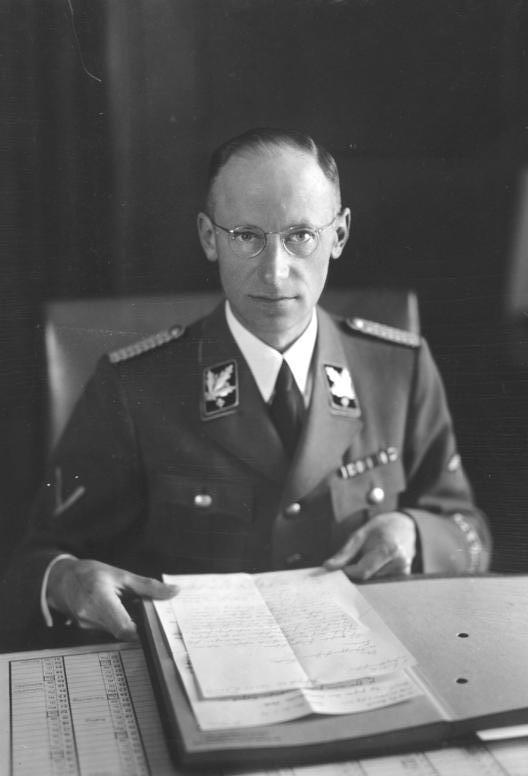
Herbert Backe

Geneza „planu głodowego” sięgała wczesnych etapów planowania operacji „Barbarossa”. Dla niemieckich sztabowców szybko stało się jasne, że ogromne odległości do linii frontu oraz uboga infrastruktura transportowa ZSRR nie pozwolą na dostarczenie niemieckim żołnierzom odpowiedniej ilości zaopatrzenia z magazynów na terytorium Rzeszy. Z tego względu główny wydział gospodarczy Wehrmachtu zaproponował, aby do przełomu 1941 i 1942 roku „cała armia niemiecka (…) żywiła się na koszt Rosji”. Przyjęcie takiego rozwiązania miało odciążyć służby logistyczne Wehrmachtu i umożliwić im skupienie większości sił i środków na zapewnieniu regularnych dostaw amunicji dla walczących oddziałów. Ramowe założenia planu opracowano w marcu 1941 roku, natomiast w dniu 2 maja 1941 główny wydział gospodarczy Wehrmachtu wydał zestaw stosownych wytycznych. Niemieccy sztabowcy bez ogródek stwierdzili wówczas, że „dziesiątki milionów ludzi z pewnością umrą z głodu, jeśli zabierzemy wszystko, czego potrzebujemy”.
Nazistowskim przywódcom plan ten wydał się jednak za mało ambitny. Oczekiwali oni bowiem jak najszybszego rozpoczęcia gospodarczej eksploatacji podbitych ziem, pozwalającej zniwelować skutki gwałtownego przerwania współpracy ekonomicznej z ZSRR, którą III Rzesza owocnie prowadziła od momentu zawarcia paktu Ribbentrop-Mołotow. Hitler i jego bliscy współpracownicy obawiali się w szczególności społecznych niepokojów wywołanych kryzysem żywnościowym, gdyż pamiętali, że w podobnych okolicznościach doszło w Niemczech do rewolucji 1918 roku i upadku Cesarstwa Niemieckiego. Z tego względu przyjęto zasadę, że problemy związane ze spodziewanymi niedoborami żywności mogą dotknąć wyłącznie mieszkańców okupowanych państw (zwłaszcza ZSRR), a także jeńców wojennych i Żydów.
23 maja 1941 roku główny wydział gospodarczy Wehrmachtu przygotował nowy dokument – zatytułowany „Polityczno-gospodarcze wytyczne dla organizacji na Wschodzie” (potocznie „plan głodowy”). Tym razem przyjęto założenie, że sowieckie zasoby żywnościowe posłużą nie tylko do wykarmienia walczących na Wschodzie dywizji, lecz również do zaopatrywania cywilnej ludności III Rzeszy. Kluczową rolę w procesie przygotowania założeń „planu głodowego” odegrał także urząd ds. Planu Czteroletniego nadzorowany przez Hermanna Göringa. W tym kontekście należy zwłaszcza wymienić Herberta Backe – sekretarza stanu w ministerstwie rolnictwa, a zarazem komisarza do spraw wyżywienia w urzędzie ds. Planu Czteroletniego – od którego nazwiska „plan głodowy” jest czasem nazywany Backe-Plan.
Szczególną rolę w niemieckich planach odgrywała Ukraina, o której Backe mówił, iż „z perspektywy rolniczej i przemysłowej stanowi ona najbardziej wartościową część Związku Radzieckiego”. Niemcy uznawali Ukrainę (wraz z częścią południowej Rosji) za „region nadwyżek” – produkujący więcej żywności niż potrzebuje jego ludność. Obszary miejskie na obszarze całego ZSRR, jak również Białoruś i północno-zachodnie regiony Rosji (mniej wydajne pod względem rolniczym) stanowiły z kolei „region deficytu”. „Polityczno-gospodarcze wytyczne dla organizacji na Wschodzie” przewidywały, że po rozpoczęciu inwazji na ZSRR żołnierze Wehrmachtu oraz członkowie aparatu okupacyjnego przystąpią do masowej konfiskaty „nadwyżek” żywności, które w normalnych warunkach były przeznaczone na wykarmienie populacji miejskiej oraz mieszkańców północnych regionów ZSRR. Planowano, że do końca 1941 roku do samej tylko Rzeszy trafi 7 milionów ton radzieckiego zboża. Backe opowiadał się za utrzymaniem systemu kołchozów na okupowanych obszarach ZSRR, gdyż w jego opinii stanowiły one narzędzie znacznie ułatwiające kontrolę nad podażą żywności. Backe miał ponoć stwierdzić, że „gdyby Sowieci nie załatwili tego wcześniej, Niemcy musieliby sami zaprowadzić kołchozy”.
Konfiskowane artykuły spożywcze miały posłużyć do wyżywienia żołnierzy na froncie, a także umożliwić III Rzeszy kontynuowanie wojny bez nadmiernych kosztów dla własnej ludności cywilnej. „Plan głodowy” miał również spełnić szereg celów politycznych związanych z niemieckimi planami kolonizacji Europy Wschodniej. Jednym z efektów jego realizacji miała być bowiem „likwidacja przemysłu, a zarazem znacznej części ludności w regionach deficytu”. W ten sposób „Plan głodowy” cofnąłby Związek Radziecki do ery przedindustrialnej i zamienił go w kraj znacznie słabiej zaludniony – bez przemysłu i wielkich miast. Autorzy planu z rozmysłem założyli, że na skutek jego realizacji blisko 30 milionów obywateli ZSRR umrze z głodu. W „wytycznych” z 23 maja 1941 roku znalazły się słowa: „wiele dziesiątek milionów ludzi na tym terytorium stanie się zbędnych i umrze lub będzie musiało wyemigrować na Syberię. Próby uratowania tamtejszej ludności od śmierci głodowej przez pozyskanie nadwyżek ze strefy czarnoziemów mogą być podejmowane jedynie kosztem zaopatrzenia dla Europy. Uniemożliwiłoby to Niemcom wytrzymanie do końca wojny oraz odebrałoby Niemcom i Europie zdolność oparcia się blokadzie. Pod tym względem musi panować absolutna jasność”. Z kolei w innym dokumencie stwierdzono, że „w żadnym wypadku nie może być mowy o utrzymaniu obecnego stanu, ponieważ chodzi tu o świadomy odwrót od tego, co zostało dokonane i o włączenie gospodarki rolnej Związku Radzieckiego w europejskie ramy. Efektem tego stanie się zamieranie przemysłu jak również wymieranie większej części społeczeństwa”.
Ten ludobójczy projekt został świadomie i bez większych oporów zaakceptowany przez najwyższe kierownictwo III Rzeszy. Martin Bormann mówił, że „miliony ludzi muszą umrzeć z głodu”. Reichsmarschall Göring przewidywał z kolei, że „śmierć będzie teraz siać swe największe żniwo od czasów wojny trzydziestoletniej”, a także dworował sobie, że „Ukraińcy będą musieli zjadać siodła kozackie”.

## Realizacja Planu

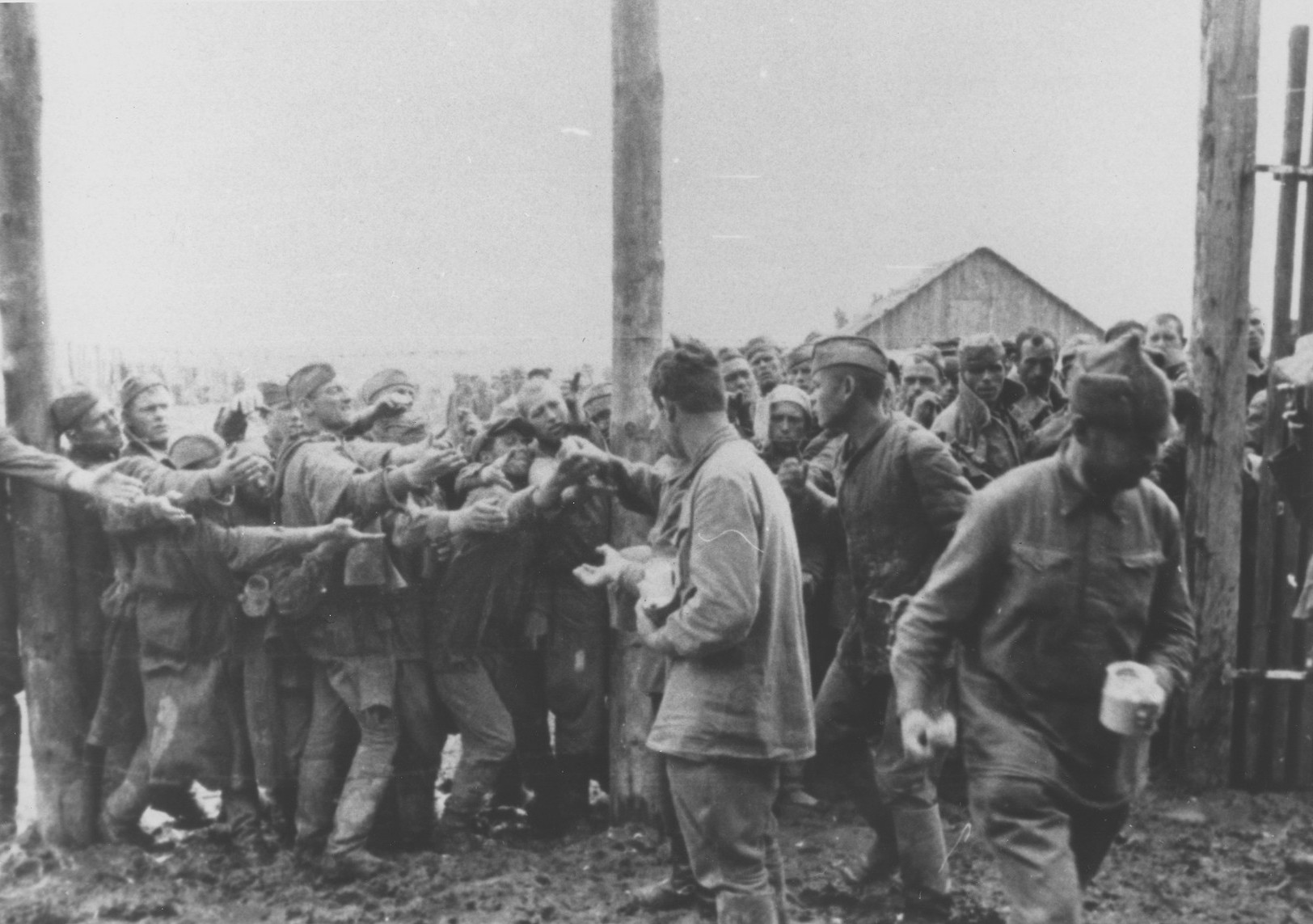
Rozdawanie żywności w obozie jenieckim w Winnicy

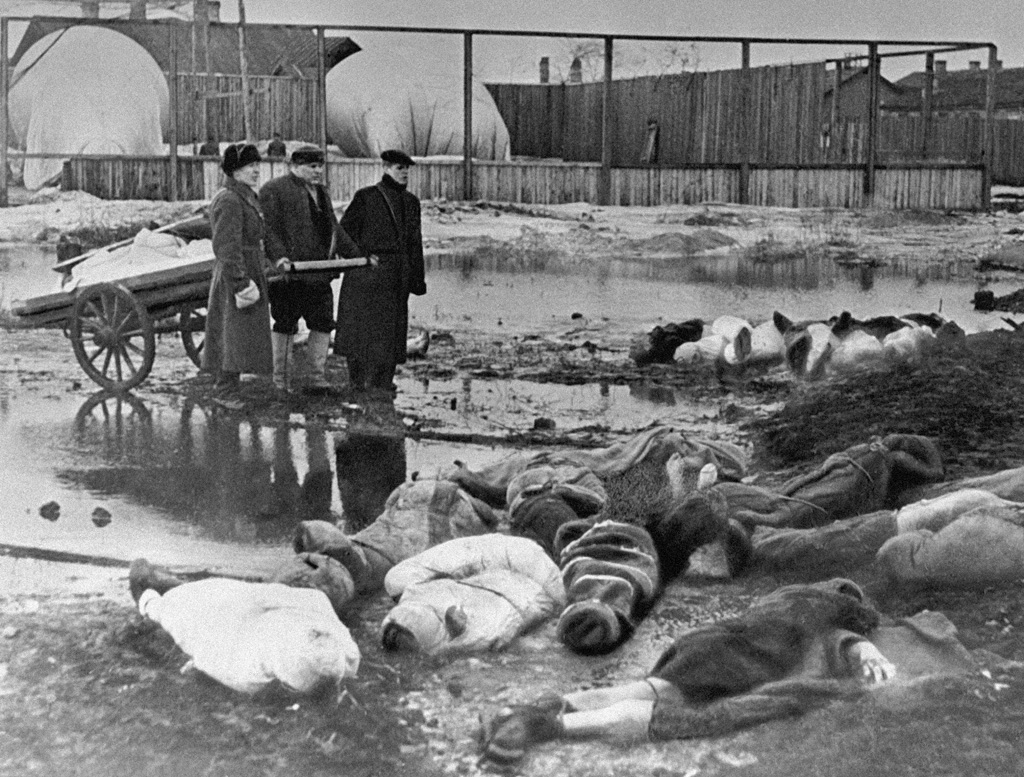
Ofiary blokady Leningradu

22 czerwca 1941 wojska niemieckie rozpoczęły inwazję na ZSRR. W ciągu następnych sześciu miesięcy w niemieckich rękach znalazły się rozległe obszary europejskiej części tego państwa (m.in. cała Ukraina). Na okupowanych terytoriach Niemcy starali się rekwirować niemal całą żywność, którą byli w stanie znaleźć – pozostawiając miejscową ludność z niewielkim lub żadnym zapasem na przetrwanie zimy. 16 września 1941 Göring wydał rozkaz, w którym przypomniał, że oddziały walczące na froncie wschodnim powinny „żyć z ziemi”, podkreślając jednocześnie, iż „na terenach okupowanych artykuły spożywcze winny być zapewnione tylko dla tych, którzy dla nas pracują”. Feldmarszałek Walter von Reichenau głosił, że „żywienie tutejszych mieszkańców jest takim samym nieporozumieniem, jak rozdawanie za darmo papierosów i chleba”. Inny generał stwierdził z kolei, że Niemcy będą musieli żywić się „jak na wojnach kolonialnych”. W podobnym kierunku szły rozkazy generała Eduarda Wagnera – Generalnego Kwatermistrza Wojsk Lądowych (Generalquartiermeister in OKH) – który podkreślał, iż ludność ZSRR „może otrzymywać tylko minimum niezbędne do egzystencji”. 3 listopada 1941 w rozkazie skierowanym do dowództwa Grupy Armii „Północ” Wagner stwierdził, iż: „każdy pociąg z żywnością z ojczyzny uszczupla jej zasoby żywnościowe. Lepiej jest, by nasi rodacy mieli cokolwiek, a Rosjanie głodowali”. Niemieckim żołnierzom tłumaczono, że karmienie jeńców lub radzieckich cywilów jest równoznaczne odbieraniem pożywienia niemieckim dzieciom.
Do dziś historycy nie są w stanie obliczyć, ilu mieszkańców okupowanych ziem padło ofiarą tej polityki. Setki tysięcy, może miliony ludzi zmarło z głodu podczas surowej zimy 1941/1942 roku. Na skutek niemieckich działań klęska głodu dotknęła m.in. Kijów i Charków. W stolicy Ukrainy zmarło z głodu być może nawet do 50 tys. osób. Z kolei w Charkowie zmarło ok. 20 tys. mieszkańców – w tym 273 dzieci z miejskiego sierocińca. „Plan głodowy” miał w szczególności ogromny wpływ na tragiczną sytuację radzieckich jeńców wojennych. Jeszcze przed rozpoczęciem inwazji na ZSRR sztaby kilku niemieckich armii na Wschodzie wydały instrukcje, w których nakazywano, aby jeńcy otrzymywali tylko niewielkie ilości pokarmu najgorszej jakości. Niektóre rozkazy z góry przewidywały, że wartość kaloryczna jenieckich racji będzie znajdować się na poziomie niższym od minimum niezbędnego do przeżycia. Po rozpoczęciu wojny niemieckie dowództwo konsekwentnie obcinało racje żywnościowe dla jeńców. W efekcie wzięci do niewoli czerwonoarmiści tysiącami umierali z głodu, a w obozach jenieckich powszechny stał się kanibalizm. Do stycznia 1942 roku zmarło ponad 2 miliony radzieckich jeńców wojennych.
Kwestia żywnościowa była również jednym z głównych powodów, dla których Hitler podjął decyzję o rezygnacji z bezpośredniego szturmu na Moskwę i Leningrad na rzecz długotrwałego oblężenia – mającego na celu wygłodzenie ludności tych dwóch metropolii. W przypadku Moskwy niemieckie niepowodzenia na froncie uniemożliwiły realizację tego planu. Leningrad znajdował się jednak pod oblężeniem przez blisko 900 dni. Na skutek niemieckiej blokady zmarło wówczas – głównie na skutek głodu – blisko milion mieszkańców miasta. Niemcy od początku zakładali, iż taki będzie skutek oblężenia. Już 10 września 1941 profesor Wilhelm Ziegelmayer – ekspert ds. rolnych w Naczelnym Dowództwie Wehrmachtu (Oberkommando der Wehrmacht) – zapisał w swoim dzienniku: „także i w przyszłości nie będziemy się zajmować kwestią kapitulacji Leningradu. Musi on zostać zniszczony za pomocą jakiejś naukowo opracowanej metody”. Burmistrz Hamburga, Carl Vincent Krogmann, podczas służbowej podróży na linię frontu zapisał natomiast: „przyjmuje się, że większa część liczącego 5,5 mln mieszkańców miasta umrze z głodu”. Generalny Kwatermistrz Wagner zapowiadał, że „zwłaszcza Leningrad powinien głodować”, a dwa miesiące później pisał w liście do żony: „najpierw musimy wydusić tych z Petersburga”, gdyż – jak to uzasadniał – nie można mieć „kilku milionów ludzi na swym utrzymaniu”. Konkluzja Wagnera brzmiała: „nie powinno być przy tym mowy o żadnych sentymentach”.
Ostatecznie klęska głodu na okupowanych obszarach ZSRR nie przybrała jednak tak wielkich rozmiarów, jak zakładali to niemieccy planiści. Wynikało to przede wszystkim z faktu, że Niemcy nie mieli dość sił i środków, aby kontrolować każdy kołchoz, obserwować wszystkie zbiory i zagwarantować, że nic nie zostało ukryte i nie umknęło ewidencji. Nie byli także w stanie szczelnie odseparować miast od wsi; brakowało im rozeznania w lokalnych uwarunkowaniach; znajomości kryjówek, schowków itp. Z kolei ludność ZSRR – zahartowana latami niedostatku i stalinowskiej kolektywizacji – potrafiła skutecznie walczyć o przetrwanie i ukryć lub zorganizować żywność niezbędną do przeżycia. Ponadto pomimo wyraźnych wytycznych z góry, lokalne władze okupacyjne (wojskowe i cywilne) realizowały plan konfiskaty żywności z dużą niekonsekwencją. Lokalni komendanci obawiali się, że wywołanie klęski głodu poprzez nazbyt skrupulatne wypełnianie założeń „wytycznych” może spowodować niekontrolowany rozwój partyzantki lub uniemożliwić wykorzystanie ludności okupowanych ziem w charakterze taniej siły roboczej. Zapewne część z nich kierowała się także względami humanitarnymi.
Dążenie do zniwelowania rozmaitych problemów gospodarczo-społecznych wywołanych niedoborami żywności było jedną z przyczyn, dla których kierownictwo III Rzeszy podjęło decyzję o przyspieszeniu tzw. ostatecznego rozwiązania kwestii żydowskiej – w szczególności na okupowanych obszarach Polski i ZSRR. Już 20 stycznia 1942 podczas konferencji w Wannsee zadecydowano o rozpoczęciu eksterminacji polskich Żydów przetrzymywanych w gettach na terenie Generalnego Gubernatorstwa i tzw. okręgu białostockiego. 